# Subota
Subota je u Hrvatskoj šesti dan u tjednu, koji se nalazi između petka i nedjelje, računajući prema izmijenjenom europskom kalendaru koji se značajnije počeo uvoditi nakon 1962. i utjecao na ISO 8601 standard. Povijesno gledajući, subota je sedmi dan i u Europi, što se može vidjeti iz starih kalendara.
Po tradiciji izvedenoj od starih Židova i Rimljana, subota je posljednji dan tjedna. Ta konvencija je ostao univerzalni standard u Sjedinjenim Američkim Državama, Kanadi, Velikoj Britaniji, i dijelovima Afrike, ali u modernoj Europi mnogi ljudi smatraju subotu šestim (pretposljednjim) danom tjedna, dok je nedjelja posljednji. Suvremena europska konvencija je formulirana ISO 8601 standardom. S druge strane, u mnogim islamskim državama subota je prvi dan tjedna, gdje je petak praznik.
U staroj židovskoj tradiciji, subota je šabat. Mnogi jezici nemaju različite riječi za "subotu" i "sabat", što na hebrejskom znači "dan odmora" (dan koji je Bog četvrtom zapovijedi odredio za tjedni odmor. Istočne Pravoslavne crkve razlikuju sabate (subote) od nedjelje. Rimokatolici slabo naglašavaju tu razliku da mnogi prate - bar u kolokvijalnom jeziku - protestantsku praksu zvanja nedjelje sabatom.
Moderno Maori ime, Rahoroi, ima značenje "dan pranja".
U mnogim državama gdje su nedjelje praznici, subota je dio vikenda i tradicionalno je dan za odmaranje. To je izravna posljedica prijašnje uloge subote kao jedinog dana odmora (i za Židove i za izvorne kršćane, uključujući i apostole), što se promijenilo nakon što se središte kršćanstva preselilo u Rim, gdje je car Konstantin I. Veliki, nedavno obraćen na kršćanstvo, Konstantinovim ediktom uveo venerabili die Solis (lat. "časni dan Sunca") kao obvezni dan za svetkovanje, najvjerojatnije da bi očuvao stabilnost carstva koje je velikim dijelom bilo naseljeno štovateljima boga Nepobjedivog Sunca (čiji je kult službeno uveo car Aurelijan, a štovao ga je i sâm Konstantin) ili Mitre (glavnog boga grčko-rimske misterijske religije mitraizma).
U katoličanstvu, subota je dan posvećen Blaženoj Djevici Mariji. Pet prvih subota pobožnost je Bezgrešnom Srcu Marijinu.
Subota je uobičajeni dan za izbore u Australiji i jedini dan u Novom Zelandu kada se izbori mogu održavati.

## Vanjske poveznice
Gdje je subota dobila svoje ime  Arhivirana inačica izvorne stranice od 12. ožujka 2006. (Wayback Machine)